# Pallacanestro Cantù 1960-1961
Questa voce raccoglie le informazioni riguardanti la Pallacanestro Cantù nelle competizioni ufficiali della stagione 1960-1961.

## Stagione
La stagione 1960-1961 della Pallacanestro Cantù sponsorizzata Fonte Levissima, è la 6ª nel massimo campionato italiano di pallacanestro, l'Elette.
Alla fine del campionato 1959-1960 il Commendator Ettore Casella decise di non proseguire la sponsorizzazione con la Virtus Bologna per concentrare gli sforzi economici su Cantù. In questo modo il Comm. Casella divenne presidente, mentre Aldo Allievi assunse la carica di direttore sportivo. Inoltre grazie all'amicizia che legava Casella e Vittorio Tracuzzi, da Bologna arrivò quest'ultimo in qualità di capo allenatore, mentre Gianni Corsolini assunse il ruolo di assistente.
Cantù chiuse la stagione al 4º posto, figurando tra i punti cardine del basket italiano insieme a Varese, Bologna e Milano, ai vertici ormai da qualche stagione. Inoltre, al termine della stagione, Luciano Zia decise di ritirarsi dopo cinque anni di militanza nelle file canturine.

## Roster
- Lino Cappelletti
- Otello Bruni
- Antonio Frigerio
- Marco Marchionetti
- Dante Masocco
- Marcello Motto
- Nicola Porcelli
- Giancarlo Sarti
- Gianni Zagatti
- Luciano Zia
- Arrighi

Allenatore:  Vittorio Tracuzzi

## Mercato
| Acquisti | Acquisti          | Acquisti       | Acquisti   |
| R.       | Nome              | da             | Modalità   |
| -------- | ----------------- | -------------- | ---------- |
| ALL      | Vittorio Tracuzzi | Virtus Bologna | definitivo |
|          | Gianni Zagatti    |                | definitivo |
|          | Otello Bruni      |                | definitivo |

| Cessioni | Cessioni            | Cessioni | Cessioni       |
| R.       | Nome                | a        | Modalità       |
| -------- | ------------------- | -------- | -------------- |
| G        | Gualtiero Bernardis |          | fine contratto |
|          | Luciano Racchi      |          | fine contratto |
|          | Emidio Testoni      |          | fine contratto |